# Bupalus strigata
Bupalus strigata là một loài bướm đêm trong họ Geometridae.